# République socialiste de l'Union de Birmanie
1962–1988
Entités précédentes :
- Union de Birmanie (en)

Entités suivantes :
- Union de Birmanie

La Birmanie est sous la dictature militaire de Ne Win de 1962 à 1988. Ne Win et ses alliés de la Tatmadaw (armée birmane) renversent le gouvernement du premier ministre U Nu lors d'un coup d'État le 2 mars 1962. Un jour plus tard, les putschistes établissent le Conseil révolutionnaire de l'Union birmane (en) comme organe directeur du pays. En avril 1962, le Conseil révolutionnaire introduit la voie birmane vers le socialisme et le déclare idéologie d'État de la Birmanie. Le Conseil révolutionnaire fonde ensuite le Parti du programme socialiste birman (BSPP) en tant que parti d'avant-garde du pays le 4 juillet 1962. En 1974, Ne Win introduit une nouvelle constitution et remplace le Conseil révolutionnaire par l'Assemblée du peuple, composée uniquement de membres du BSPP. Le nom officiel du pays est également modifié, passant d'Union de Birmanie (en) à République socialiste de l'Union de Birmanie.
La gouvernance de la Birmanie par Ne Win est caractérisée par le totalitarisme, l'isolationnisme, la superstition, la xénophobie et le rejet de la politique de la guerre froide. Ne Win gouverne la Birmanie en dictateur, agissant respectivement en tant que président du Conseil révolutionnaire (plus tard président de la Birmanie) et premier ministre de la Birmanie, chef de l'État et chef du gouvernement du pays. La nationalisation des principales industries et le rejet des investissements étrangers entraînent une baisse catastrophique de la croissance économique et du niveau de vie.
En 1988, des manifestations de masse connues sous le nom de soulèvement 8888 poussent les responsables du BSPP, dont Ne Win, à démissionner en masse et à adopter un système multipartite. Cependant, le 18 septembre 1988, la Tatmadaw organise un coup d'État contre le BSPP, met fin violemment aux manifestations et établit une nouvelle junte militaire, le Conseil d’État pour la restauration de la loi et de l’ordre (SLORC).

## Contexte
La Birmanie, dirigée par le premier ministre U Nu et le gouvernement de coalition dirigé par la Ligue anti-fasciste pour la liberté du peuple (AFPFL) au Parlement de l'Union, met en œuvre des politiques économiques et sociales de gauche, même si la croissance économique reste lente tout au long des années 1950. En 1958, la Birmanie commence en grande partie à se rétablir économiquement, mais commence à s'effondrer politiquement en raison d'une scission au sein de l'AFPFL au pouvoir en deux factions : l'AFPFL Propre (en) dirigée par U Nu et Thakin Tin, et l'AFPFL Stable (en) dirigée par Ba Swe et Kyaw Nyein. Cette situation persiste malgré le succès inattendu de l'offre "Des armes pour la démocratie" d'U Nu reprise par U Seinda dans l'Arakan, le Pa-O, certains groupes Môn et Shan, mais plus significativement par la remise des armes du PVO. Le Parlement de l'Union devient très instable, U Nu ayant à peine survécu à un vote de censure uniquement avec le soutien du Front national uni (en) (NUF), un parti d'opposition soupçonné de compter parmi ses membres des crypto-communistes. Les partisans de la ligne dure de la Tatmadaw voient cela comme une menace que le Parti communiste de Birmanie (CPB) parvienne à un accord avec U Nu par l'intermédiaire du NUF, et cela conduit U Nu à inviter le général Ne Win, le chef de l'armée de Staff, pour exercer les fonctions de premier ministre par intérim pour rétablir l'ordre en Birmanie. Plus de 400 "sympathisants communistes" sont arrêtés, dont 153 sont déportés vers une colonie pénitentiaire sur l'île Grande Coco dans la mer d'Andaman. Parmi eux se trouve le leader du NUF, Aung Than, frère aîné d'Aung San. Des journaux comme Botahtaung, Kyemon et Rangoon Daily sont également fermés.
Le 28 octobre 1958, Ne Win organise un coup d'État interne sous les auspices d'U Nu et rétablit avec succès la stabilité politique de la Birmanie, une période connue sous le nom de "gouvernement intérimaire de Ne Win", jusqu'aux élections générales de février 1960 (en) qui rendent le parti d'U Nu, l'AFPFL Propre, rebaptisé Parti de l'Union, vainqueur avec une large majorité. Ne Win rend officiellement le pouvoir au vainqueur U Nu le 4 avril 1960. Cependant, la situation en Birmanie ne reste pas stable longtemps en raison des pétitions du mouvement fédéraliste Shan lancé par Sao Shwe Thaik, premier président de la Birmanie de 1948 à 1952 et saopha de Nyaung Shwe (en). Les fédéralistes Shan aspirent à créer une fédération "lâche" en Birmanie et sont considérés comme un mouvement séparatiste pour avoir insisté auprès du gouvernement birman pour honorer le droit à la sécession dans 10 ans prévu par la Constitution de 1947. Ne Win a déjà réussi à dépouiller les saopha Shan de leurs pouvoirs féodaux en échange de pensions confortables à vie en 1959, mais les questions non résolues du fédéralisme et de l'ordre social persistent.

## Histoire

### Coup d'État birman de 1962
Le gouvernement civil élu perd l'essentiel de sa légitimité en 1962, le public birman le percevant comme corrompu, incapable de diriger le pays et incapable de rétablir l'ordre public. Pendant ce temps, la Tatmadaw gagne en popularité grâce à la stabilité créée par le gouvernement intérimaire de Ne Win. La Birmanie est également confrontée à diverses crises économiques, religieuses et politiques, en particulier les insurrections ethniques dans les périphéries du pays et les problèmes du fédéralisme et du séparatisme. Moins de deux ans après son retour au régime civil, Ne Win lance un deuxième coup d'État soutenu par l'armée le 2 mars 1962, cette fois sans la bénédiction d'U Nu.
Le coup d'État réussit sans effusion de sang et ses instigateurs créent le Conseil révolutionnaire de l'Union birmane pour remplacer le Parlement de l'Union en tant qu'organe directeur suprême de la Birmanie. En avril 1962, le Conseil révolutionnaire déclare la Birmanie État socialiste et annonce la "Voie birmane vers le socialisme" comme modèle de développement économique, réduisant à zéro l'influence étrangère en Birmanie et augmentant le rôle de l'armée en politique. Le Conseil révolutionnaire fonde également le Parti du programme socialiste birman (BSPP) le 4 juillet 1962 pour séparer nominalement les pouvoirs de l'armée de ceux du gouvernement. Cependant, la direction du BSPP est dominée par des responsables militaires tout au long de son histoire, bien que le parti ait tenté de se transformer en un parti de masse, comme le remplacement du Conseil révolutionnaire par l'Assemblée populaire en 1974.

### Échec de la voie birmane vers le socialisme
La mise en œuvre de la voie birmane vers le socialisme a un impact négatif sur l'économie, le niveau d'éducation et le niveau de vie du peuple birman. Les organisations humanitaires étrangères, comme la Fondation Ford et l'Asia Foundation (en), basées aux États-Unis, ainsi que la Banque mondiale, ne sont plus autorisées à opérer dans le pays. Seule l'aide de gouvernement à gouvernement est autorisée. En outre, l'enseignement de la langue anglaise est réformé et transféré dans les écoles secondaires, alors qu'il commence auparavant dès la maternelle. Le gouvernement met également en place d'importantes restrictions de visa pour les citoyens birmans, en particulier lorsque leurs destinations sont des pays occidentaux. Au lieu de cela, le gouvernement finance le voyage d'étudiants, de scientifiques et de techniciens vers l'Union soviétique et l'Europe de l'Est, afin de recevoir une formation et de "contrer des années d'influence occidentale" dans le pays. De même, les visas pour les étrangers sont limités à seulement 24 h 0.
En outre, la liberté d'expression et la liberté de la presse sont considérablement restreintes. Les publications en langue étrangère sont interdites, tout comme les journaux publiant de "fausses nouvelles de propagande". Le Conseil de contrôle de la presse (actuelle Division de contrôle et d'enregistrement de la presse (en)), qui censure à ce jour toutes les publications, y compris les journaux, les revues, les publicités et les caricatures, est créé par la Loi sur l'enregistrement en août 1962 du Conseil révolutionnaire par l'intermédiaire du Conseil des imprimeurs et éditeurs. Le Conseil révolutionnaire créé l'Agence de presse de Birmanie (en) (BNA) pour servir de service de distribution d'informations dans le pays, remplaçant ainsi efficacement le travail des agences de presse étrangères. En septembre 1963, The Vanguard et The Guardian, deux journaux birmans, sont nationalisés. En décembre 1965, la publication de journaux privés est interdite par le gouvernement.
L'impact sur l'économie birmane est considérable. La loi sur la nationalisation des entreprises, adoptée par le Conseil révolutionnaire en 1963, nationalise toutes les principales industries, y compris le commerce d'import-export, le riz, les banques, les mines, le teck et le caoutchouc le 1er juin 1963. Au total, environ 15 000 entreprises privées sont nationalisées. De plus, il est interdit aux industriels de créer de nouvelles usines avec des capitaux privés. Cela est particulièrement préjudiciable aux anglo-birmans (en), aux indo-birmans (en) et aux britanniques, qui sont représentés de manière disproportionnée dans ces industries.
L'industrie pétrolière, qui est auparavant contrôlée par des sociétés américaines et britanniques, telles que la General Exploration Company et l'East Asiatic Burma Oil, est contrainte de mettre fin à ses activités. À sa place se trouve la Burma Oil Company (en), propriété du gouvernement, qui monopolise l'extraction et la production de pétrole. En août 1963, suit la nationalisation des industries de base, notamment les grands magasins, les entrepôts et les magasins de gros. Des panneaux de contrôle des prix sont également introduits.
La loi sur la nationalisation des entreprises affecte directement les étrangers en Birmanie, en particulier les indo-birmans et les sino-birmans (en), qui ont exercé une influence dans le secteur économique en tant qu'entrepreneurs et industriels. Au milieu de l'année 1963, 2 500 étrangers quittent la Birmanie chaque semaine. En septembre 1964, environ 100 000 ressortissants indiens ont quitté le pays.
Le marché noir devient une caractéristique majeure de la société birmane, représentant environ 80% de l'économie nationale pendant la période de la voie birmane vers le socialisme. De plus, la disparité des revenus devient un problème socio-économique majeur. Tout au long des années 1960, les réserves de change de la Birmanie diminuent, passant de 214 millions de dollars en 1964 à 50 millions de dollars en 1971, tandis que l'inflation monte en flèche. Les exportations de riz diminuent également, passant de 1 840 000 tonnes en 1961-62 à 350 000 tonnes en 1967-68, résultat de l'incapacité de la production de riz à satisfaire la demande causée par des taux de croissance démographique élevés.
Lors du 1er congrès du BSPP en 1971, plusieurs réformes économiques mineures sont mises en œuvre, à la lumière des échecs de la politique économique menée tout au long des années 1960. Le gouvernement birman demande à réintégrer la Banque mondiale, rejoint la Banque asiatique de développement et sollicite davantage d'aide et d'assistance étrangères. Le "Plan sur vingt ans", un plan économique divisé en cinq étapes de mise en œuvre, est introduit afin de développer les ressources naturelles du pays, notamment l'agriculture, la foresterie, le pétrole et le gaz naturel, par le biais du développement de l'État. Ces réformes ramènent le niveau de vie aux niveaux d'avant la Seconde Guerre mondiale et stimulent la croissance économique. Cependant, en 1988, la dette extérieure grimpe à 4,9 milliards de dollars, soit environ les trois quarts du PIB national, et la tentative ultérieure de Ne Win de rendre le kyat basé sur des dénominations divisibles par 9, un nombre qu'il considérait comme de bon augure, conduit à l'effacement de millions d'économies du peuple birman, entraînant le soulèvement 8888.
La voie birmane vers le socialisme est largement décrite par les universitaires comme un "échec abject" qui transforme l'un des pays les plus prospères d'Asie en l'un des plus pauvres du monde. La Birmanie connaît une pauvreté, des inégalités, une corruption et un isolement international considérablement accrus,, et est décrite comme "désastreuse". Le PIB réel par habitant de la Birmanie passe de 159,18 dollars américains en 1962 à 219,20 dollars américains en 1987, soit une croissance d'environ 1,3% par an, l'un des taux de croissance les plus faibles d'Asie de l'Est sur cette période, mais toujours positif. Le programme sert peut-être également à accroître la stabilité intérieure et à empêcher la Birmanie de se retrouver aussi empêtrée dans les luttes de la guerre froide qui touchent d'autres pays d'Asie du Sud-Est.